# Fagonia longipedicellata
Fagonia longipedicellata är en pockenholtsväxtart som beskrevs av A. Ghafoor. Fagonia longipedicellata ingår i släktet Fagonia och familjen pockenholtsväxter. Inga underarter finns listade i Catalogue of Life.